# 布亞里
09°49′51″S 67°57′07″W / 9.83083°S 67.95194°W

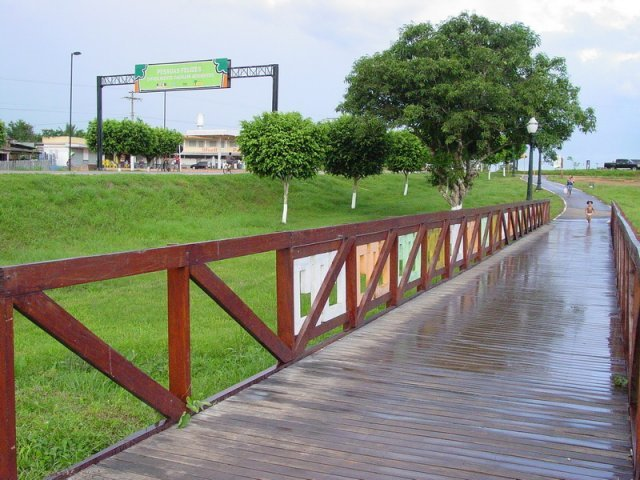
布亞里

布亞里（葡萄牙語：Bujari），是巴西的城鎮，位於該國西北部，由阿克里州負責管轄，始建於1992年4月28日，面積3,468平方公里，海拔高度238米，2010年人口8,474，人口密度每平方公里2.44人。